# Tamara McKinney
Tamara McKinney (Lexington, Kentucky, EUA, 16 de outubro de 1962) é uma esquiadora profissional aposentada. Ela foi a campeã no geral da Copa do Mundo de Esqui Alpino em 1983.

## Sucessos

### Vitórias na Copa do Mundo

#### Resultados gerais
| Temporada | Prova        |
| --------- | ------------ |
| 1981      | Giant Slalom |
| 1983      | Campeã geral |
| 1983      | Giant Slalom |
| 1984      | Slalom       |

#### Corridas individuais
18 vitórias, 45 pódios